# Natoc
Natoc es una localidad del municipio de Larráinzar ubicado en la región de Los Altos del estado mexicano de Chiapas. Hasta 2010 la localidad era conocida como Nactoc.

## Geografía
La localidad de Natoc se sitúa en las coordenadas geográficas 16°55′15″N 92°46′43″O / 16.920833, -92.778611, a una elevación de 2,078 metros sobre el nivel del mar.

## Demografía
Según el Censo de Población y Vivienda 2020, efectuado por el Instituto Nacional de Estadística y Geografía, la localidad de Natoc tiene 123 habitantes, de los cuales 60 son del sexo masculino y 63 del sexo femenino. Su tasa de fecundidad es de 2.95 hijos por mujer y tiene 22 viviendas particulares habitadas.
| Gráfica de evolución demográfica de Natoc entre 2000 y 2020 |
|                                                             |
| INEGI.                                                      |